# Giacomo Meyerbeer
Giacomo Meyerbeer, nascido Jakob Liebmann Meyer Beer (Tasdorf, Marca de Brandemburgo, 5 de setembro de 1791 — Paris, 2 de maio de 1864) foi um compositor e maestro alemão da época do Romantismo.
Jovem ainda, compôs inúmeras peças para piano e canto, o que levou seu pai a inscrevê-lo como aluno de Bernard Anselm Weber, diretor da Orquestra de Ópera de Berlim, para estudos de composição.
Tempos depois, viajou para Darmstadt e, na conhecida escola do abade Georg Joseph Vogler, tornou-se amigo de Carl Maria Von Weber. Lá apresentou sua primeira obra mais conhecida, "Deus e a natureza", que lhe valeu alguns prêmios.
Sua primeira ópera, "A filha de Jefté", foi apresentada em Munique. Depois, partiu para a Italia, onde, inspirado pelo sucesso de Rossini, escreveu sua primeira ópera em italiano, "Romilda e Constanza", apresentada em Pádua.
Daí sobreveio uma série de trabalhos bem-sucedidos, como: Semiramides Reconosciuta, "Emma de Resburgo", "Margherita de Angiú", "Esule de Granada", Il crociato in Egitto. Em Paris, apresentou com muito sucesso  "Roberto, o Diabo", "Os huguenotes" e "O profeta", cuja marcha da coroação faz sucesso até hoje.
Meyerbeer morreria sem ter assistido ao sucesso de sua última obra, "A africana".
1. ↑  «Meyerbeer the Jew». www.jewryinmusic.com. Consultado em 19 de maio de 2021